# Vasile Bichea
Vasile Bichea (n. 18 noiembrie 1950, Sibiu, România) este un fost atlet român, specializat în proba de 3000 de metri cu obstacole.

## Carieră
Sportivul a fost legitimat la CSM Sibiu și Politehnica Timișoara, având antrenor pe Emil Grozescu.
El fost de cinci ori campion național, în anii 1980-1984. La Jocurile Balcanice a obținut două medalii de aur, două de argint și două de bronz.
În anul 1978 a participat la Campionatul European de la Praga unde a obținut locul șase în urma compatriotului Paul Copu. La Jocurile Olimpice din 1980 de la Moscova s-a clasat pe locul nouă.